# Nuoto sincronizzato ai campionati mondiali di nuoto 2013 - Singolo (programma libero)
La fase preliminare si è svolta la mattina del 22 luglio 2013, mentre la finale è svolta la sera del 24 luglio.

## Medaglie
| Posizione | Atleta            | Paese  |
| --------- | ----------------- | ------ |
| Oro       | Svetlana Romašina | Russia |
| Argento   | Huang Xuechen     | Cina   |
| Bronzo    | Ona Carbonell     | Spagna |

## Risultati
in verde sono denotate le finaliste.
| Pos. | Atleta                     | Nazionalità    | Preliminare | Preliminare | Finale    | Finale |
| Pos. | Atleta                     | Nazionalità    | Punti       | Pos.        | Punti     | Pos.   |
| ---- | -------------------------- | -------------- | ----------- | ----------- | --------- | ------ |
|      | Svetlana Romašina          | Russia         | 96.930      | 1           | 97.430    | 1      |
|      | Huang Xuechen              | Cina           | 95.280      | 2           | 95.720    | 2      |
|      | Ona Carbonell              | Spagna         | 94.260      | 3           | 94.290    | 3      |
| 4    | Lolita Ananasova           | Ucraina        | 91.990      | 4           | 92.740    | 4      |
| 5    | Yukiko Inui                | Giappone       | 91.570      | 5           | 91.600    | 5      |
| 6    | Chloe Isaac                | Canada         | 90.700      | 6           | 89.940    | 6      |
| 7    | Despoina Solomou           | Grecia         | 89.680      | 7           | 88.800    | 7      |
| 8    | Jenna Randall              | Regno Unito    | 87.970      | 9           | 87.590    | 8      |
| 8    | Linda Cerruti              | Italia         | 88.580      | 8           | 87.590    | 8      |
| 10   | Ri Ju-Hyang                | Corea del Nord | 84.600      | 11          | 84.910    | 10     |
| 11   | Estel-Anaïs Hubaud         | Francia        | 84.960      | 10          | 84.080    | 11     |
| 12   | Soňa Bernardová            | Rep. Ceca      | 84.410      | 12          | 83.690    | 12     |
| 16.5 | H09.5                      |                |             |             | 00:55.635 | O      |
| 13   | Rebecca Kay Moody          | Stati Uniti    | 84.040      | 13          |           |        |
| 14   | Pamela Fischer             | Svizzera       | 82.840      | 14          |           |        |
| 15   | Nuria Diosdado             | Messico        | 82.820      | 15          |           |        |
| 16   | Margot de Graaf            | Paesi Bassi    | 82.510      | 16          |           |        |
| 17   | Nadine Brandl              | Austria        | 82.040      | 17          |           |        |
| 18   | Kyra Felßner               | Germania       | 80.060      | 18          |           |        |
| 19   | Etel Sanchéz               | Argentina      | 78.460      | 19          |           |        |
| 20   | Reem Wail                  | Egitto         | 77.950      | 20          |           |        |
| 21   | Jana Labáthová             | Slovacchia     | 77.520      | 21          |           |        |
| 22   | Malin Gerdin               | Svezia         | 76.790      | 22          |           |        |
| 23   | Kalina Yordanova           | Bulgaria       | 76.490      | 23          |           |        |
| 24   | Jennifer Cerquera Hatiusca | Colombia       | 76.370      | 24          |           |        |
| 25   | Gu Se-Ul                   | Corea del Sud  | 75.830      | 25          |           |        |
| 26   | Greisy Gomez               | Venezuela      | 74.100      | 26          |           |        |
| 27   | Ana Cekić                  | Serbia         | 72.370      | 27          |           |        |
| 28   | Kirstin Anderson           | Nuova Zelanda  | 71.650      | 28          |           |        |
| 29   | Violeta Mitinian           | Costa Rica     | 70.160      | 29          |           |        |
| 30   | Au Ieong Sin Ieng          | Macao          | 67.480      | 30          |           |        |
| 31   | Carmen Alfonso Rodriguez   | Cuba           | 65.260      | 31          |           |        |
| 32   | Samara Pattiasina          | Indonesia      | 65.010      | 32          |           |        |
| 33   | Emma Manners-Wood          | Sudafrica      | 61.140      | 33          |           |        |
| 34   | Dhitaya Tanabunsombat      | Thailandia     | 54.960      | 34          |           |        |